# Joseph Ludwig von Armansperg

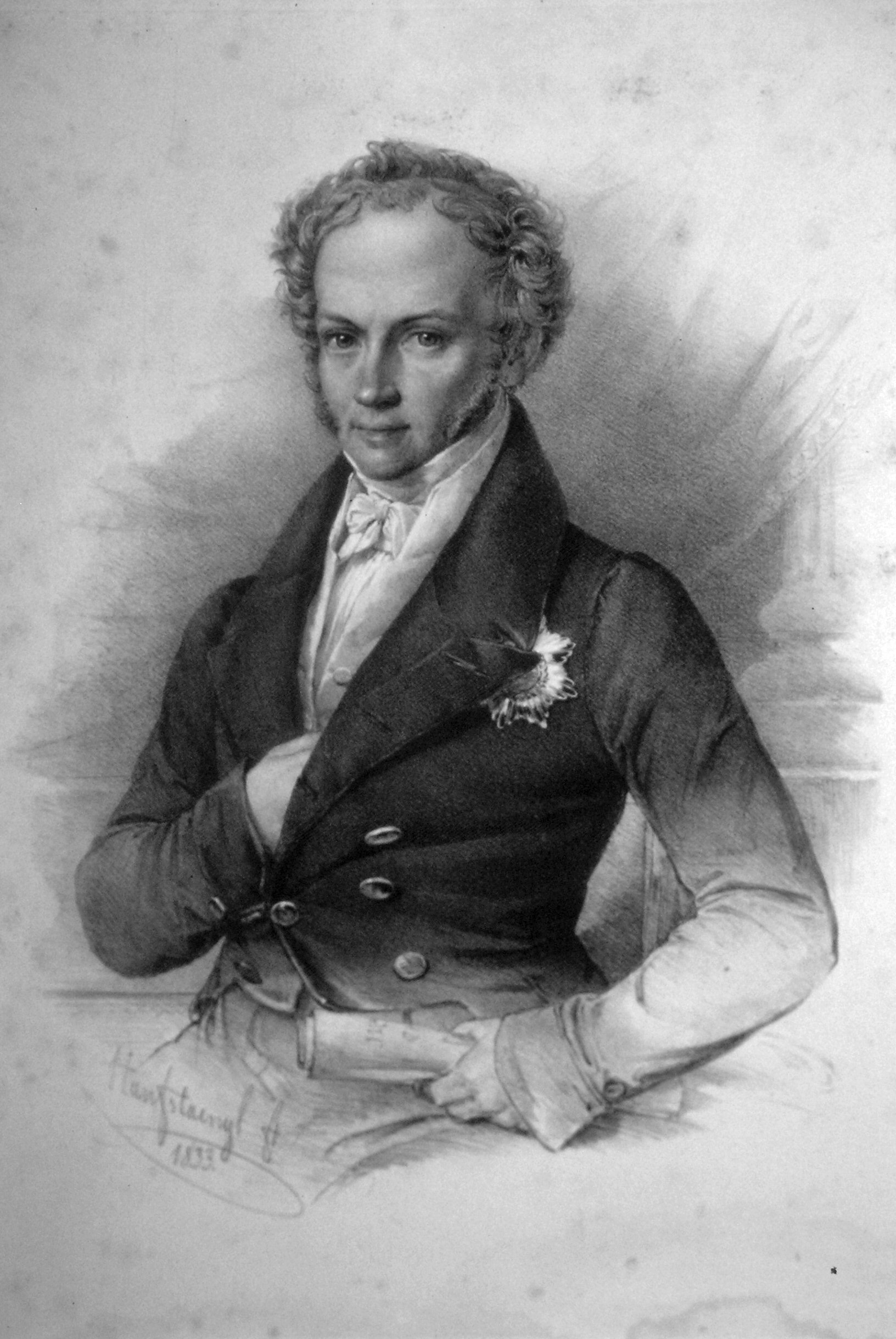
Joseph Ludwig von Armansperg, litografi av Franz Hanfstaengl (1833).

Joseph Ludwig von Armansperg, född 28 februari 1787 i Kötzting, Niederbayern, död 3 april 1853 i München, var en tysk politiker.
Armansperg blev, efter att ha innehaft flera ämbeten i bayerska statens tjänst, 1826 först utrikes- och sedan finans- och inrikesminister, men tvingades 1831 att avgå till följd av det ultramontanska partiets ränker. År 1832 blev han av Londonkonferensen kallad till ordförande i det regentskap, som under Otto I:s minderårighet skulle styra Grekland och ordna dess författning. Han omgav sig med ett kotteri och intrigerade mot regentskapets båda övriga medlemmar. Sedan Otto 1835 blivit myndig, blev Armansperg hans rikskansler och en tid (1836), under det att kungen befann sig i Tyskland, Greklands regent. På grund av grekernas allmänt yttrade motvilja mot honom, måste han 1837 nedlägga sitt ämbete och återvända till Bayern, där han tillbringade återstoden av sin levnad i tillbakadragenhet på sina gods.